# Cyclops furcifer
Cyclops furcifer är en kräftdjursart som beskrevs av Claus 1857. Cyclops furcifer ingår i släktet Cyclops och familjen Cyclopidae. Arten är reproducerande i Sverige. Inga underarter finns listade i Catalogue of Life.